# Roland Vencovsky
Roland Vencovsky (São Paulo, 10 de junho de 1936 – 6 de julho de 2016) foi um agrônomo, geneticista, pesquisador e professor universitário brasileiro.
Comendador da Ordem Nacional do Mérito Científico, membro titular da Academia Brasileira de Ciências desde 2005 e membro titular da Academia de Ciências do Estado de São Paulo desde 2008, Roland era livre-docente e professor titular aposentado da Escola Superior de Agricultura Luiz de Queiroz.

## Biografia
Roland nasceu na capital paulista, em 1936. Era filho de Otto Vencovsky e Kaethe Vencovsky, originários de famílias austríacas. Fez o curso primário no Colégio Visconde de Porto Seguro e cursou o segundo grau em Atibaia, no Colégio Estadual Major Juvenal Alvim. Em 1955, ingressou no curso de agronomia da Escola Superior de Agricultura Luiz de Queiroz(Esalq), da Universidade de São Paulo, em Piracicaba, formando-se em 1958.

## Carreira
No ano seguinte à sua graduação, Roland ingressou como professor na graduação de agronomia da Esalq, lecionando disciplinas como genética geral e métodos de melhoramento e em 1960 concluiu doutorado para cátedra, com orientação de Friedrich Gustav Brieger. Em 1965, partiu para os Estados Unidos, onde concluiu o mestrado em Estatística Experimental pela Universidade Estadual da Carolina do Norte (1967), sob a orientação do geneticista C. Clark Cockerham.
Suas pesquisas voltavam-se para a Genética Biométrica, aplicada especialmente no melhoramento genético e também à conservação genética de especiais. Tais pesquisas o levaram à Embrapa, em 1979, onde trabalhou com melhoramento do milho e onde foi chefe geral do Centro Nacional de Milho e Sorgo. Roland retornou à Esalq em 1984.
| “ | Fiquei quatro anos e meio, aprendi muito por lá. Dei a minha contribuição, lançamos um híbrido de milho que chegou a ocupar 20% da área de milho no Brasil, mas voltei em 1985 [à Esalq] porque sempre gostei de dar aula e lá eu não tinha essa oportunidade. Não atuar como docente para mim é impossível. | ” |

Roland trabalhou intensamente no ensino e na formação de novos profissionais, nos cursos de Engenharia Agronômica e Engenharia Florestal da USP, cobrindo as áreas de Genética Quantitativa, Genética de Populações, Melhoramento Genético e Experimentação Agronômica. Lecionou igualmente no Curso Pós-graduado em Genética e Melhoramento de Plantas da Esalq, nas mesmas áreas.
Foi professor visitante na Universidade de Minnesota (1974-1976), na Universidade Estadual da Carolina do Norte (1990-1991) e na Universidade Federal de Goiás (2000-2003). Obteve a livre-docência pela Esalq em 1970 e o título de professor titular em 1994. Coordenou o Programa de Pós-graduação em Genética da instituição até perto de se aposentar.
Orientou cerca de 77 teses e dissertações na área de concentração de Genética e Melhoramento de Plantas da Esalq e na UFG e publicou mais de 160 artigos em revistas científicas nacionais e internacionais, além de diversos capítulos de livros. É autor do livro Genética Biométrica no Fitomelhoramento.

## Morte
Roland faleceu em 6 de julho de 2016, em São Paulo, aos 80 anos, devido a um câncer. Deixou a esposa, Maria Olávia Pires Vencovsky, cinco filhos e doze netos.

## Legado
O Auditório Professor Roland Vencovsky, no Setor de Melhoramento de Plantas da Universidade Federal de Goiás (UFG), onde Roland foi professor visitante por três anos, leva seu nome em sua homenagem.